# Rosenkohl
Rosenkohl (bundesdeutsches und Schweizer Hochdeutsch) bzw. Kohlsprossen oder Sprossenkohl (österreichisches Hochdeutsch), regional auch „Brüsseler Kohl“ oder „Rosenköhlchen“ genannt (lateinisch Brassica oleracea var. gemmifera DC.), ist ein Gemüse und eine Varietät des Gemüsekohls aus der Pflanzenfamilie der Kreuzblütler. An einem hochwüchsigen Stängel (50 bis 70 cm) bilden sich in spiralförmig aufsteigender, dichter Anordnung Knospen (Blattröschen), die zumindest im oberen Bereich in den Blattachseln stehen.
In den Handel kommen unter der Bezeichnung „Rosenkohl“, „Kohlsprossen“ bzw. „Sprossenkohl“ die abgeschnittenen Röschen, die eine grün-weiße Färbung und einen Durchmesser von 10 bis etwa 50 mm haben.
Rosenkohl ist eine zweijährige Pflanze. Werden die Röschen nicht abgeerntet, dann treiben sie nach Überwinterung im Frühjahr zu Sprossen aus, die im Sommer Blüten tragen.

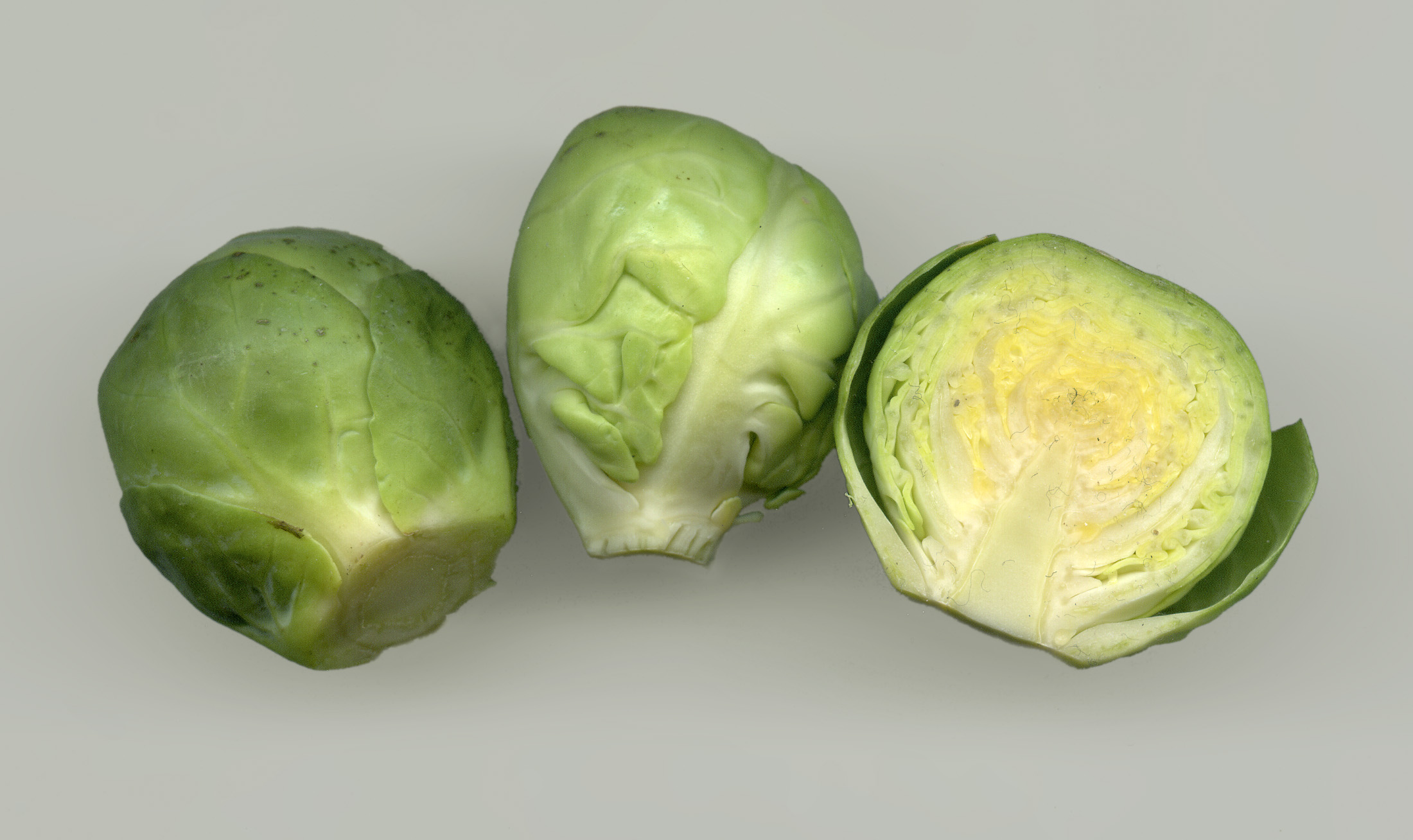
Rosenkohl: Kopfige Kurztriebe der Blattachseln

## Geschichte
Erste Belege für den Anbau von Rosenkohl werden datiert auf das Jahr 1587 in den damaligen Spanischen Niederlanden, dem heutigen Belgien. Der französische Name ist Choux de Bruxelles, der englische Brussels sprouts. Im deutschsprachigen Raum wurde er als „Brüsseler Sprossen“ oder „Brüsseler Kohl“ bekannt. Ebenso geläufig sind auch die Namen Brabanter Kohl (oder auch nur Brabanter) und Rosenwirsing.
Anfang des 19. Jahrhunderts wurde Rosenkohl als Wintergemüse in ganz Europa beliebt und verbreitete sich auch in den Vereinigten Staaten. Heute wird Rosenkohl vor allem in den Niederlanden, Frankreich und im Vereinigten Königreich angebaut.

## Anbau

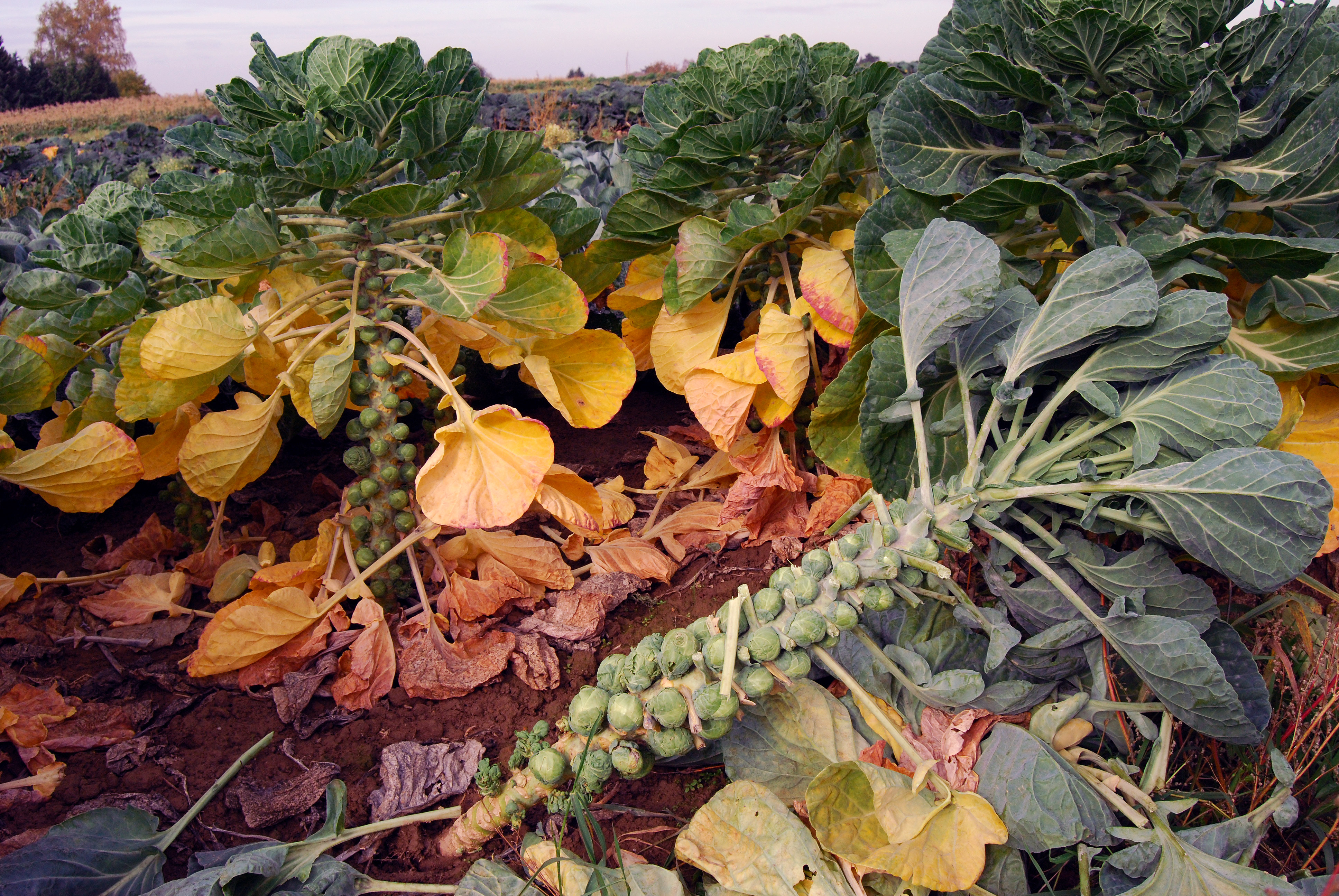
Rosenkohl auf dem Feld

### Standort
Der zu den Starkzehrern gehörende Rosenkohl bevorzugt einen sonnigen Standort und einen sehr nährstoffreichen und sandigen Lehmboden.
Gute Nachbarn sind Kartoffeln, Spinat, Gartensalat, Erbsen, Echter Sellerie und Rote Bete. Schlechte sind andere Kreuzblütler.

### Sorten
Um bei Rosenkohl den Ertrag zu steigern, werden heute meistens CMS-Sorten (F1-Hybride) angebaut. Als frühe Sorten bewährt haben sich unter anderem: Hossa, Predora und Wilhelmsburger. Als späte Sorten: Boxer, Zitadell, Fortress, Harald, Ideal und Igor.
Kalettes sind als Neuzüchtung eine Kreuzung aus Rosenkohl und Grünkohl.

### Kultur
Je nach Sorte wird Rosenkohl von April bis Mai direkt in ein Saatbeet ins Freiland oder ins Frühbeet dünn verteilt ausgesät. Von Mitte Mai bis Ende Juni wird dann verpflanzt. Pflanzt man zu früh, bilden sich keine festen Röschen aus, bei zu später Pflanzung bleiben die Röschen recht klein. Die Pflanzenabstände liegen zwischen 60 × 40 und 70 × 60 cm. Die Jungpflanzen müssen tief eingepflanzt und gut angegossen werden.

### Pflege
Häufiges Hacken fördert die Wurzelbildung und die Standfestigkeit der Pflanze. Im Herbst, während der Röschenbildung, muss besonders gut gewässert werden. Mitte September, wenn schon die ersten Röschen herangewachsen sind, kappt man die Triebspitze, damit die Röschen gleichmäßiger und stärker ausfallen. Faulende Knospen müssen regelmäßig entfernt werden. Gelbe Blätter werden ausgebrochen, die grünen Blätter lässt man jedoch am Strunk; sie schützen vor Frost.

### Ernte und Überwinterung

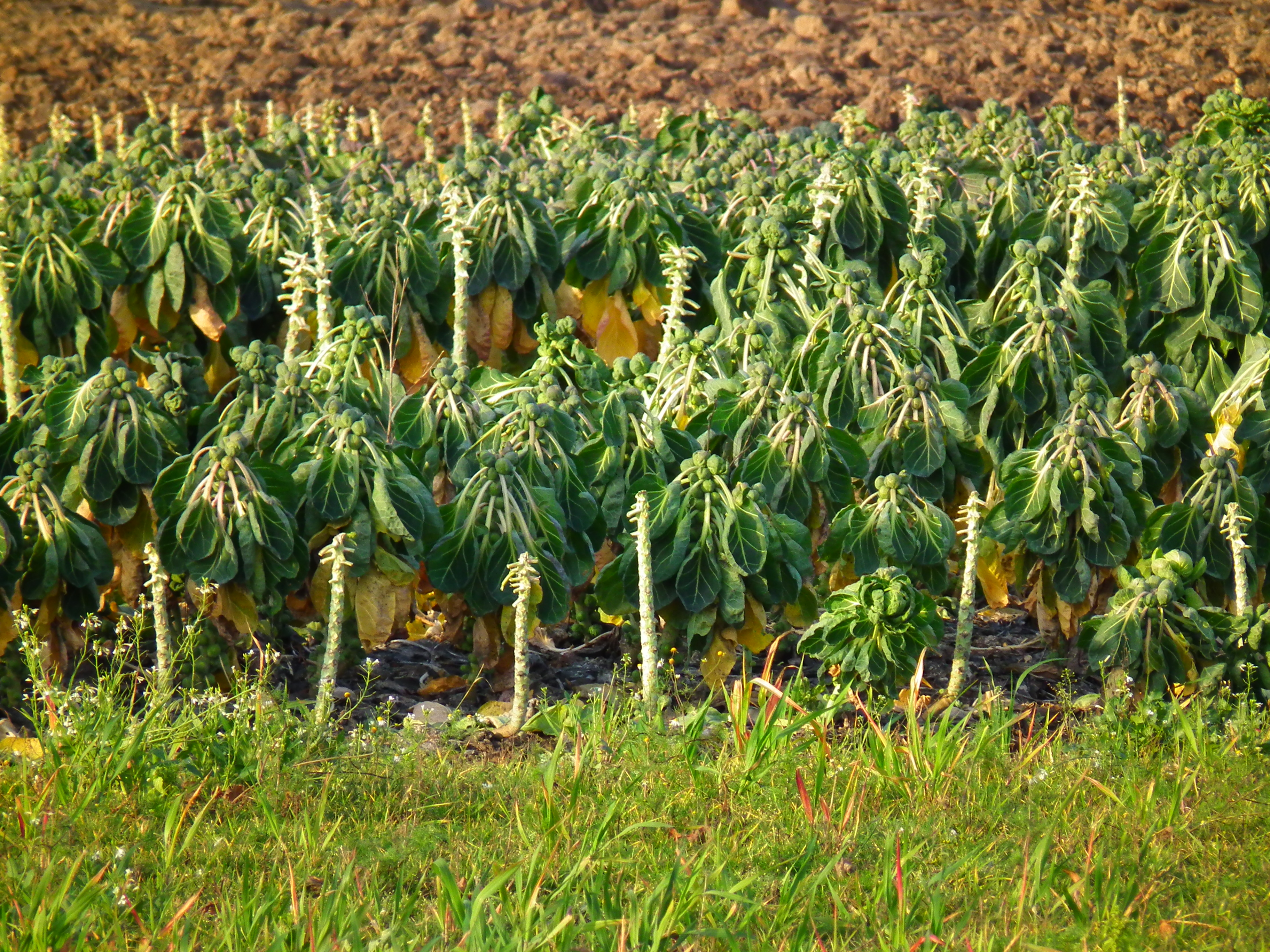
Rosenkohl auf einem Feld in Heidelberg (Dezember 2011)

Frühsorten können ab September geerntet werden; die Haupterntezeit liegt jedoch im November und Dezember. Man pflückt die Röschen von unten nach oben vorsichtig vom Strunk ab. Rosenkohl ist in vielen Gebieten winterhart. In sehr kalten Gegenden überwintert man die ganzen Pflanzen in einem geschützten, schattigen Einschlag im Freien. Mehrmalige Fröste unter −10 °C schaden den Röschen sehr.

### Schädlinge und Krankheiten
Schädlinge des Rosenkohls sind unter anderem Blattläuse, Blumenfliegen, Erdflöhe, die Raupen des Kohlweißling sowie die Kohldrehherzmücke. Eine Krankheit des Rosenkohls ist die Kohlhernie.
Gegen den Kohlweißling hat der Rosenkohl eine eigene Abwehrmaßnahme entwickelt. Der Kohlweißling heftet seine Eier mithilfe eines Klebstoffes an die Blätter des Rosenkohls, um sicherzustellen, dass die Larven genug Nahrung finden. Rezeptoren in den Blättern des Kohls erkennen dieses Bindemittel und lösen eine Reaktion aus, wodurch die Pflanze einen Duftstoff aussendet, der Schlupfwespen, die Feinde der Kohlweißlingsraupen, anlockt. Diese legen daraufhin ihre Eier parasitär in die Raupen des Kohlweißlings. Sobald die Larven schlüpfen, fressen diese die Kohlweißlingsraupen von innen heraus auf.

## Nutzung und Inhaltsstoffe
Rosenkohl schmeckt als Salat und gekocht als Gemüse und lässt sich hervorragend einfrieren. Als schonende Zubereitung eignet sich das Dampfgaren.
Rosenkohl enthält viele Mineral- und Ballaststoffe sowie Vitamin A, Riboflavin (Vitamin B2) und Ascorbinsäure (Vitamin C).
Der früher für Rosenkohl typische bittere Geschmack durch die enthaltenen Glucosinolate wurde seit den 1990er Jahren weggezüchtet.
Wie anderen Kohlsorten wird auch Rosenkohl aufgrund seiner Inhaltsstoffe eine gesundheitliche Wirkung zugeschrieben. In größeren Mengen gegessen neigt Rosenkohl wie auch andere Kohlsorten dazu, Blähungen zu verursachen. Ursache dafür sind Zuckerverbindungen wie etwa Stachyose, welche in den Pflanzen enthalten sind und erst im Dickdarm abgebaut werden, wobei auch bestimmte Gase entstehen.
| 100 g Rosenkohl enthalten: |        |        |        |         |           |               |
| Brennwert                  | Wasser | Fette  | Kalium | Calcium | Magnesium | Ascorbinsäure |
| 151 kJ (36 kcal)           | 85 g   | 0,30 g | 387 mg | 31 mg   | 22 mg     | 112 mg        |